# اتوایلر
شهر اتوایلر (به آلمانی: Ottweiler) در ایالت زارلند در کشور آلمان واقع شده‌است.